# Alexandra Stamatopoulou
Alexandra Stamatopoulou (griechisch Αλεξάνδρα Σταματοπούλου; * 7. September 1986 in Athen) ist eine griechische Schwimmerin, die bei den Paralympics in Tokio im Rückenschwimmen eine Bronzemedaille und bei den Paralympischen Sommerspielen in Paris eine Goldmedaille gewann.

## Leben
Alexandra Stamatopoulou wurde mit fünf Jahren von einem griechischen Ehepaar adoptiert. Ihre biologischen Eltern stammen aus Rumänien, dort lebte sie vor ihrer Adoption als Kleinkind in einem Waisenheim. Mit 14 Jahren wurde bei ihr das Stiff-Person-Syndrom diagnostiziert, eine Krankheit, die fortschreitend das Bewegungsvermögen einschränkt. Mit 21 Jahren begann sie einen Rollstuhl zu nutzen.
Heute arbeitet sie neben ihrer Sportkarriere als Sprachtherapeutin.

## Karriere
Um dem Muskelschwund vorzubeugen, begann Stamatopoulou zu schwimmen. 2011 nahm sie an ihrem ersten Wettkampf in der Kategorie S3 teil. 2015 konnte sie bei den Para-Schwimmweltmeisterschaften in Glasgow erste Erfolge erzielen. Ein Jahr später nahm sie an den Sommer-Paralympics von Rio teil und kam auf den fünften Platz in 50-Meter-Rückenschwimmen. Bei den Para-Schwimmweltmeisterschaften 2017 in Mexiko gewann sie drei Medaillen: Silber im 50-Meter-Freischwimmen, Bronze jeweils im 100-Meter-Freischwimmen und im 50-Meter-Rückenschwimmen. Nachdem ihre Krankheit weiter fortgeschritten war, kam sie im Jahr 2018 in die Wettbewerbs-Kategorie S4.
Bei den Paralympics 2020 in Tokio, die wegen der COVID-19-Pandemie erst 2021 stattfanden, gewann Stamatopoulou eine Bronzemedaille im 50-Meter-Rückenschwimmen mit 49,63 s. Den nächsten großen Erfolg konnte sie bei den Para-Schwimmweltmeisterschaften 2022 in Madeira verbuchen: Sie gewann die Goldmedaille in 50-Meter-Rückenschwimmen mit 49,95 s.
Alexandra Stamatopoulou setzt sich besonders für die Anerkennung ihres Sports ein. Sie kämpft dafür, dass man Para-Sportler als Profis sieht und dass ein nur in Griechenland geltendes Gesetz abgeschafft wird. Das Gesetzt besagt, dass eine Medaille von einer internationalen Sportveranstaltung nur dann anerkannt wird, wenn der Wettkampf gegen mindestens acht andere Nationen stattgefunden hat. Da bei den Schwimmweltmeisterschaften 2022, in der Stamatopoulou Gold gewann, in ihrer Kategorie nur sieben Nationen angetreten waren, wird diese Goldmedaille in Griechenland nicht anerkannt (Stand Dezember 2022).
2022 tanzte sie als Gast und Star der Fernseh-Tanzshow „Dancing with The Stars“ ein Duett mit der Tänzerin Marina Lampropoulou, um zu vermitteln, dass alle Menschen ihre Träume verwirklichen sollten und es dafür Willenskraft braucht.
Stamatopoulou nahm auch an den Para-Schwimmweltmeisterschaften 2023 in Manchester teil. Sie kam im 50-Meter-Rückenschwimmen (S4) auf den vierten Platz.
Sie konnte sich auch für die Sommer-Paralympics 2024 in Paris qualifizieren, wurde Fünfte in 50-Meter-Freistil und gewann die Goldmedaille mit 50,12 Sekunden in 50-Meter-Rücken S4. Sie nahm auch an der 4 × 50 Meter gemischen Freistaffel teil und belegte mit ihren Teamkollegen den neunten Platz.

## Auszeichnungen
Alexandra Stamatopoulou wurde 2018 und 2019 von der Vereinigung der griechischen Sportjournalisten (Panhellenic Association of Sports Journalists) zur Para-Sportlerin des Jahres gewählt.